# Jacek Fuglewicz
Jacek Fuglewicz (ur. 29 maja 1948 w Jarosławiu, zm. 20 listopada 2016) – polski radiowiec, nauczyciel i samorządowiec, wieloletni pracownik i dyrektor Programu I Polskiego Radia.
Był absolwentem polonistyki na Wyższej Szkole Pedagogicznej w Rzeszowie. W latach 1971–1976 pracował jako nauczyciel języka polskiego w liceum ogólnokształcącym w Błoniu. Wcześnie, bo już w 1966 nawiązał współpracę z Polskim Radiem. Przez wiele lat pracował jako sekretarz w redakcji sportowej Programu I. W latach 1992–2004 pełnił funkcję wicedyrektora, a następnie dyrektora radiowej "Jedynki". Następnie od 2005 roku do przejścia na emeryturę w 2014 roku kierował redakcją audycji religijnych Programu I. Za swe zasługi dla radiofonii został w 2013 roku uhonorowany Honorową Odznaką Polskiego Radia.

W latach 1990–2002 oraz 2010-2014 był wybierany na radnego Rady Miejskiej Błonia I, II, III oraz VI kadencji. W latach 1990–1998 oraz 2010-2014 pełnił funkcję przewodniczącego rady, zaś w latach 1998-2002 – jej wiceprzewodniczącego. Należał do Stowarzyszenia Dziennikarzy Polskich oraz NSZZ „Solidarność”.